# Glen Tetley
Glen Tetley (Cleveland, 2 februari 1926 - West Palm Beach, 26 januari 2007) was een Amerikaanse danser en choreograaf. 
Na zijn afstuderen aan het Franklin & Marshall College in 1946 studeerde Tetley in New York met Hanya Holm en danste op de dansschool van Martha Graham. Hij danste van 1962 tot 1965 aan het Nederlands Dans Theater en werd artistiek directeur van het theater in 1969. Hij danste van 1974 tot 1976 met het Stuttgart Ballet. Zijn werk bevat Voluntaries (1973) en Greening (1975). Tetley overleed op 26 januari 2007 op 80-jarige leeftijd.
- Bibsys: 90845158
- Biblioteca Nacional de España: XX5714402
- Bibliothèque nationale de France: cb13971956x (data)
- Gemeinsame Normdatei: 119432404
- International Standard Name Identifier: 0000 0000 8074 6996
- Library of Congress Control Number: no96065493
- Nationale Bibliotheek van Tsjechië: xx0178511
- Nationale Bibliotheek van Israël: 987007429575705171
- Nederlandse Thesaurus van Auteursnamen: 301128766
- Réseau des bibliothèques de Suisse occidentale: 02-A023339696
- Istituto Centrale per il Catalogo Unico: LO1V323925
- SNAC: w6fq9z03
- Système universitaire de documentation: 251501736
- Virtual International Authority File: 5125541
- WorldCat: E39PBJmXJXYtDpMMXTB6rwvrbd